# Club Deportivo y Social Guaymallén
El Club Deportivo y Social Guaymallén es un club de fútbol de la provincia de Mendoza, Argentina, y está situado en el departamento Guaymallén. Actualmente milita en la Liga Mendocina. Su clásico rival es el Club Atlético Argentino, del mismo departamento.

## Historia

### Fundación
El Acta de fundación expresa en sus párrafos iniciales: “En Rodeo de la Cruz (Mendoza), a 25 días del mes de agosto del año 1918, siendo las 5 p.m., hallándose reunidos en el Salón Cine París, los señores al margen citados, con el objeto de formar un Centro Recreativo y de Sports; con el fin de producir actos sociales y de diversión, resolviéndose denominar a este Centro Club Sportivo Rodeo de la Cruz.”
La cita es explícita en los objetivos fundacionales. Se constituía con el propósito de impulsar la práctica deportiva, aunque inicialmente sólo circunscripta al fútbol y producir actos sociales y de diversión.
La popularización de un deporte como el fútbol, con capacidades intrínsecas tan aptas para su desarrollo, como el hecho de hacerlo contemporáneamente a condiciones sociales propicias, tales como la fuerte urbanización, que congregó jóvenes y puso a su disposición espacios para la recreación (baldíos y campitos... “el potrero”), la legislación laboral que estableció el descanso dominical (1906), las jornadas máximas de ocho horas de trabajo (1918), la aprobación legislativa del “sábado inglés” (1919), el creciente impulso de la educación física en las escuelas y la derogación del doble turno escolar para alumnos de colegios nacionales, colaboraron para una rápida apropiación del deporte en los sectores populares. 
De manera tal, que bajo el influjo del encanto de correr tras la pelota y la necesidad de conformar un equipo estable para su práctica formal, confluyeron voluntades para darle forma a la generación del club. El Sportivo Rodeo de la Cruz abrió sus ojos al destello del deporte, ya poseía fundación formal y autoridades. Eligió los colores para sus casacas, arrendó un campo de juego precario en terrenos lindantes con el ferrocarril, ubicado en el km 11 y comenzó a sesionar en forma itinerante en distintos locales aledaños. 
El empuje de sus fundadores alcanzó para poner en marcha la nueva entidad y es conveniente detenerse aquí para observarlos un poco más de cerca y entender la composición social del grupo inicial. Al entrecruzar los registros se advierte que el componente social representó una amalgama de actores, que incluso permite comprobar hasta qué punto la sociedad rodeana se hallaba reproducida en aquellos integrantes de la novel institución. Este aspecto será una característica distintiva a lo largo de los años. 
En efecto, aquel conjunto de hombres estuvo encarnado por criollos. Las ocupaciones que desempeñaban también eran variadas y así encontramos chacareros y colonizadores de las tierras que se le iban ganando a las ciénagas. Comerciantes, surgidos tras la acelerada urbanización. Obreros que se desempeñaban preferentemente en las bodegas de la zona y empresarios dedicados a la industria vitivinícola o actividades de servicios, quienes a partir del incremento de sus capitales representaban la pequeña burguesía de la zona y en menor medida estudiantes.
En definitiva, lo que se produjo fue una secuencia que desde el campo de lo futbolístico dio paso a la formación de una estructura, el club, que le diera continuidad a su práctica y de allí, con el deporte como factor convergente, desbordó hacia el juego y desarrollo de las identidades. La identidad derivó en una fuerte pertenencia al barrio/pueblo y esta afiliación barrial también se tradujo en otras expresiones de asociación civil. Así nacieron gradualmente cooperadoras escolares o parroquiales, sociedades de fomento, etc.

### Los años ’30
La fuerte crisis social, política y económica que vivió la provincia en el cambio de década produjo una ruptura de múltiples consecuencias. Las entidades futbolísticas no estuvieron ajenas a ella, pese a lo cual, arrastrados por el impulso generado en los años precedentes, pudieron sobreponerse y continuar su crecimiento. 
El igualitarismo en el interior de los clubes, fue seguramente el bastión de la resistencia a las crecientes desigualdades. Sp. Rodeo de la Cruz respondió coherentemente a este movimiento que golpeaba a sus puertas y lo hizo con una nueva expansión de sus actividades deportivas incorporando el boxeo. El hecho no es menor, ya que la apertura hacia este deporte le otorgó otra fuente de arraigo con significación propia. El desplazamiento giró con destino a un segmento de la sociedad que el box representaba puntualmente. Las satisfacciones deportivas por este medio tampoco tardarían en llegar y años después en sus instalaciones comenzaría su exitosa carrera pugilística Pascual Pérez, campeón olímpico en 1948 y Mundial en 1954. 
La identidad en tanto, también jugó su papel en esta década. En el tricolor de Rodeo una vez alcanzada la 1º división en LMF (que por entonces significaba integrar el mapa deportivo) planteó distintas estrategias. Sp. Rodeo de la Cruz estrechó filas e inició un proceso que lo condujo a producir actos de impacto puntual, como componer la marcha del club u oficializar la carrera ciclística “Doble Rivadavia”.

### Décadas del ’40 y ’50
Cuando arribaron los años `40 y `50 con sus aires populistas, los clubes, engrosados por las urbanizadas clases medias se convertirían en centro de sociabilidad por excelencia. El deporte seguiría teniendo allí un espacio central. En tanto Sp. Rodeo de la Cruz comprendió que debía emprender objetivos de mayor envergadura y carga simbólica y lo hizo cambiando su denominación. 
En efecto, en marzo de 1942 la Asamblea Extraordinaria convocada oportunamente, decidió que el club ya había alcanzado la madures necesaria como para asumir la representatividad plena del departamento y adoptó el nombre de Club Deportivo y Social Guaymallén. En rigor, se trató de un movimiento aglutinador sin que se desviaran los preceptos fundacionales.
El camino escogido respondió a una nueva faceta de la evolución de la identidad, en donde la alteralidad y la competencia reorientaron sus objetivos. La significación del otro ya no descansó en el barrio, sino por el contrario, en un espacio territorial de mayor representación, donde la oposición del rival ofrecía aristas para unificar la cohesión barrial. Esta alteralidad la halló en dos entidades con residencia en Guaymallén: Atlético Argentino y Leonardo Murialdo. Con ellos interpuso distintas categorías. Mientras que con el primero la confrontación se planteó en el campo de la asimetría, en donde el club grande y pudiente ocupaba un lugar en el departamento; L. Murialdo representaba la dicotomía departamental centro- periferia. 
En tanto esto ocurría y el imaginario colectivo se encargaba de otorgarle, a través de hechos deportivos, una carga significativa al antagonista, el club replicó en la fase interna. En primer término fusionándose con Sp. Jorge Newbery (1944/45), con el fin de paliar el déficit que por entonces representaba la actividad de competencia y poniendo en marcha el largo proceso que derivó en la adquisición del campo de juego propio, hacia el final de la década.
El 26 de abril de 1952, con el equipo superior jugando nuevamente en 1º división, pudo inaugurarse la cancha de Cadetes Argentinos y J. Cano. A partir de allí los esfuerzos se centraron en consolidar la institución, basándose en un recurso típico que aportó la sociedad de los años ’50, los bailes populares con orquestas y cantantes en vivo. El la jerga del club, “el desarrollo del social”.

### Décadas del ’60 y ’70
Los esfuerzos por crecer y competir chocaron en estas dos décadas con el carácter que adquirió el deporte por estos años. Las asimetrías que produjeron entre los clubes con mayor poder económico y aquellos que como el Dep. Guaymallén buscaban trascender manteniendo el tren de la competencia.
En efecto, por estos años el fútbol (con la nueva estructura que crearon los Torneos Nacionales) experimentó un crecimiento notable, que impactó de manera decisiva en la economía de los clubes, que hasta allí se habían desarrollado dentro de los límites de la competencia local.
Guaymallén en ese contexto, debió plantear la mejor maniobra para sobrevivir. La realidad marcaba entonces casi una sentencia a los clubes “chicos”: prescindir del fútbol o lo que es igual, descender a categorías inferiores para subsistir. Año tras año se mantuvo este debate, sin embargo dirigentes y simpatizantes decidieron mantener al fútbol (en definitiva, su deporte fundacional), cómo elemento indisoluble de las aspiraciones de crecimiento.
Para ello Guaymallén potenció los bailes sociales, aquellos que nacieran en las décadas precedentes, y reincorporó al box, para junto a las tradicionales bochas y el básquet, presentarse a sí misma como una entidad fuerte y estable. El dato no es menor, en estas décadas nacieron y sucumbieron con la misma velocidad, todos aquellos clubes que no lograron posicionarse como referentes de su zona de influencia.
Quienes estuvieron más preparados pudieron desarrollarse en las décadas siguientes, y para que ello sucediera tuvieron que llegar con dos condiciones aprehendidas: sus cuentas equilibradas y no renegar de su deporte de punta, en nuestro caso, el fútbol.

### Década del ’80 y ’90
En estos años se planteó un nuevo y profundo debate en las instituciones deportivas y una vez más el fútbol estuvo en el centro de la escena. El modelo de club era entonces reconvertirlo en empresa y la nueva dicotomía, la de optar entre clubes con fútbol o de fútbol. Para Dep. Guaymallén el club, la institución deportiva, fue siempre más compleja que una empresa y los intereses de uno y otra absolutamente disímiles, por lo tanto este axioma tuvo escasa adhesión.
El arquetipo de los clubes de fútbol alentaba a continuar como hasta entonces, priorizando el deporte estrella en detrimento de los aspectos sociales, ya en bastante retroceso y de los deportes menores, que parecían vedados en los clubes “futboleros”. En la otra punta aparecía la teoría setentista (de prescindir del fútbol), vigorizada con la masiva inclusión de las disciplinas, que desde mediados de los años ’80 comenzaron a organizar sus competencias con estructura nacional (vóley, hockey patín, etc).
Dep. Guaymallén adhirió a este segundo grupo, pero de acuerdo con la filosofía instaurada en los años precedentes, resolvió hacerlo manteniendo al fútbol en el mejor nivel de competencia al que pudiese acceder. De manera tal de no prescindir de su influencia para acaparar adherentes, pero ofreciéndoles a estos una destacada oferta en los servicios deportivos. La lógica de gestión infería que los logros deportivos se sucederían al crecimiento institucional, basado en el ingreso masivo de socios (preferentemente grupos familiares).
Para llevalo a cabo la Institución adquirió y parquizó dos hectáreas y media de terreno, contiguas al estadio de fútbol, construyó la pista de hókey e inauguró el natatorio (1986). Conjuntamente se multiplicaron las actividades deportivas y en pocos años aquellas premoniciones de crecimiento se vieron cumplidas. En el plano futbolístico Guaymallén se alejó definitivamente de los altibajos (fue un club con fútbol, pero el fútbol no fue una disciplina más) y comenzó a frecuentar con regularidad los primeros puestos, mientras los deportes de nueva constitución ganaban terreno en sus competencias.
Transformarse, la inclusión como herramienta del crecimiento. De esa manera podríamos sintetizar la trayectoria de Guaymallén en estas dos décadas. 
Tanto esfuerzo desplegado por más de ochenta años merecía el reconocimiento de un título de primera división y este llegó en el año 2000. Casi a filo del siglo Deportivo Guaymallén pudo festejar el 13 de diciembre de aquel año su primera estrella en Liga Mendocina de Fútbol.

### Siglo XXI: El fútbol como instrumento de crecimiento
El comienzo del nuevo siglo encontró al viejo Guayma con proyectos renovados. El fútbol había aportado el primer gran logro y las repetidas buenas temporadas lo fueron depositando año tras otro en competencias de categoría nacional.
Las opciones para la dirigencia se centraron en qué hacer con el fútbol, luego de haber alcanzado lo que se persiguió por tanto tiempo y en un contexto donde, tras la crisis de los ’90, la única función que parecía destinada para las entidades de la sociedad civil era la de actuar como dique de contención social. Guaymallén entendió que su rol con la comunidad era aún más comprometido y colocó al fútbol como instrumento de crecimiento de la Institución y de su mano, las demás disciplinas deportivas. Fuente legítima para formar jóvenes a través de los valores del deporte.
A base de la pasión más que indiscutible que despierta su juego y de la trascendencia que alcanzan sus actuaciones, el fútbol de primera división traccionó el desarrollo institucional con los nuevos títulos de 2002, 2004 y 2005. Hacia este último año comenzaron a sumarse más disciplinas y hoy, a noventa años de la lejana fundación del Sportivo Rodeo de la Cruz, el Club se enorgullece de contar con la práctica de 12 disciplinas deportivas y una variada gama de actividades socio-culturales.
El círculo virtuoso generó puntos muy altos en algunos de estos deportes, de manera tal que junto del ascenso del fútbol superior al Argentino B, tanto el fútbol de salón masculino y las damas del hockey patín, ingresaron por méritos propios a la elite nacional. Al mismo tiempo, los reconocimientos alcanzaron a los propios protagonistas de estos logros, recibiendo nuestros deportistas nominaciones y distinciones tan importantes como las que otorga anualmente el Círculo de Periodistas Deportivos.
En el 2010, el equipo mendocino hizo historia, siendo dirigido por Cristian Domizzi, clasificando a los play-offs del Argentino B, algo nunca antes logrado por el equipo.

#### Copa Argentina 2011/12
La 1ª Fase Eliminatoria no la disputó.
2ª Fase Eliminatoria: El 6 de septiembre de 2011, Deportivo Guaymallén se enfrentó contra Huracán Las Heras (Mendoza) y se impuso por 2-1 con goles de Báez y Inestal. 
3ª Fase Eliminatoria: Se enfrentó contra Deportivo Maipú (Mendoza) y ganó 1-0, con gol de Martiní.
4ª Fase Eliminatoria: Se encontró con Deportivo Roca (Río Negro). En los 90 minutos de partido fue 0-0, y en la tanda de penales el Deportivo Guaymallén se impuso 1-4.
32avos de final: Se topó contra el Deportivo Merlo (Buenos Aires), club participante de la segunda categoría del fútbol argentino en el Estadio Bicentenario de la ciudad de San Juan. Fue caída de Guaymallén por 2-0.

#### Copa Argentina 2012/13
Perdió contra Gimnasia y Esgrima (Mza) 2-1, en la fase preliminar de la competencia.

#### Copa Argentina 2013/14
La 1ª Fase Preliminar Regional I: No la disputó.
2ª Fase Preliminar Regional II: El 13 de noviembre de 2013, Deportivo Guaymallén se enfrentó a Juventud Alianza (San Juan) y tras el 0-0, el Deportivo Guaymallén se impuso 2-4 en la tanda de penales.
3ª Fase Preliminar Regional III: Se enfrentó a Unión (San Juan) donde caería por 1-0.

#### Copa Argentina 2014/15
La 1ª Etapa Grupo B: Federal B: El 15 de octubre de 2014, Deportivo Guaymallén se enfrentó a San Martín (Mendoza), donde se impuso por 2-0, en la fase preliminar regional.
2ª Etapa Grupo B: Federal B: Se enfrentó a Huracán (San Rafael), donde se impuso por 2-0, en la fase preliminar regional.
3ª Etapa Grupo B: Federal B: Se enfrentó a Pacífico (General Alvear) donde caería por 4-1, en la fase preliminar regional.

## Rivalidades
Actualmente milita en la Liga Mendocina donde se enfrenta a clubes del mismo departamento, con quién forma un cuadrado de clásicos. Históricamente su clásico rival fue Leonardo Murialdo, por años de surgimientos y cercanías geográficas, pero con el Centro Empleados de Comercio y el Club Atlético Argentino mantienen rivalidad. A estos también se los puede sumar, en menor medida, Boca Juniors de Bermejo.

## Estadio
El estadio fue inaugurado el 26 de abril de 1952 y recibió su actual nombre el 13 de diciembre de 2000, en memoria de quien fuera gerente y exdirigente de la institución.

### Capacidad
Posee una capacidad de 5084 espectadores, distribuidos de la siguiente manera:
Popular local- sector norte: capacidad 1760 espectadores.
Popular local- sector este: 1060 espectadores.
Popular visitante- sector oeste: 864 espectadores.
Platea oficial- sector sur: 440 espectadores.
Platea local- sector sur: 800 espectadores.
Platea visitante- sector sur: 160 espectadores .

### Entradas
- Ingreso popular local: por Cadetes Argentinos y Juan A. Cano.
- Ingreso popular visitante: por Patricio Ceballos y Europa.
- Ingreso plateas: por Cadetes Argentinos y Patricio Ceballos.

### Instalaciones
- Plateas

El sector de platea oficial posee butacas y está techado en su totalidad. En la aparte superior se encuentran las cabinas de prensa (seis). Dispone también de sanitarios para ambos sexos.
- Populares

Los tres sectores de populares constan de tribunas de cemento y cada una de ellas posee sanitarios para damas y caballeros.
- Vestuarios

Posee tres vestuarios con sus respectivos sanitarios, sala para control antidopaje, utilería y sala de prensa. 
- Instalaciones anexas

En el resto de las instalaciones se dispone asimismo de cantina, tres taquillas (una por cada ingreso), un predio de calentamiento precompetitivo y sala de calderas.

### Campo de juego
Las medidas del campo son de 100m de largo por 74 de ancho. El mismo posee una de las mejores superficies de la provincia y recibe anualmente tratamientos de conservación.

## Jugadores

### Plantilla y cuerpo técnico
Cristian Nievas VOL, Jorge Daniel Arabale VOL
Franco Héctor Moreno VOL, Claudio Silva VOL
Franco Domínguez, German Flaca DEF
Maximiliano Tejerina DEL, Rodríguez
Luis Ramírez, Franco E. Videla,
Montiveros, Miranda
Eduardo Ariel Moyano VOL,
Maturano, García
Cristian Alfredo Lucero DEL,
Barrera
Bajas
Eduardo Garro a Wagiya SC (Belice)

## Palmarés

### Torneos provinciales
| Competiciones                   | Títulos                                                     | Subcampeonatos |
| ------------------------------- | ----------------------------------------------------------- | -------------- |
| Primera A de Liga Mendocina (5) | 2000, 2002, 2004, 2005, 2008.                               |                |
| Primera B de Liga Mendocina (9) | 1929, 1939, 1951, 1960, 1967, 1975, 1993-C, 2012-C, 2015-A. |                |